# 多项式环
在抽象代數中，多項式環推廣了初等數學中的多項式。一個環 {\displaystyle R} 上的多項式環是由係數在 {\displaystyle R} 中的多項式構成的環，其中的代數運算由多項式的乘法與加法定義。在範疇論的語言中，當 {\displaystyle R} 為交換環時，多項式環可以被刻劃為交換 {\displaystyle R}-代數範疇中的自由對象。

## 定義

### 多項式函數與多項式
在初等數學與微積分中，多項式視同多項式函數，兩者在一般的域或環上則有區別。舉例言之，考慮有限域 {\displaystyle \mathbb {F} _{2}:=\mathbb {Z} /2\mathbb {Z} } 上的多項式
{\displaystyle P(X)=X^{2}+X}
此多項式代任何值皆零，故給出零函數，但其形式表法非零。
我們寧願將多項式看作形式的符號組合，以得到較便利的代數理論。且考慮多項式在域擴張之下的性質：就函數觀點，多項式函數在域擴張下的行為頗複雜，上述 {\displaystyle P(X)} 給出 {\displaystyle \mathbb {F} _{2}} 上的零函數，但視為 {\displaystyle \mathbb {F} _{4}} 上的多項式函數則非零；而就形式觀點，只須將係數嵌入擴張域即可。

### 形式定義
於是我們採取下述定義：令 {\displaystyle R} 為環。一個單變元 {\displaystyle X} 的多項式 {\displaystyle P(X)} 定義為下述形式化的表法：
{\displaystyle P(X)=a_{m}X^{m}+a_{m-1}X^{m-1}+\cdots +a_{1}X+a_{0}}
其中 {\displaystyle a_{i}} 屬於 {\displaystyle R}，稱作 {\displaystyle X^{i}} 的係數，而 {\displaystyle X} 視作一個形式符號。兩多項式相等若且唯若每個 {\displaystyle X^{i}} 的係數均相同。次數最大的非零係數稱為該多項式的領導係數，或者首項係數。
更嚴謹的說法或許是將多項式定義為係數的序列 {\displaystyle a=(a_{n})_{n\geq 0}}，使得其中僅有有限項非零。但是我們在實踐上總是用變元 {\displaystyle X} 及其冪次表達。

## 多項式的運算
以下固定環 {\displaystyle R}，我們將推廣初等數學中熟悉的多項式運算。

### 環結構
多項式的加法由係數逐項相加定義，而乘法則由下列法則唯一地確定：
- 分配律：對所有 {\displaystyle R} 上的多項式 {\displaystyle P(X),Q(X),R(X)}，恆有

{\displaystyle (P(X)+Q(X))\cdot R(X)=P(X)R(X)+Q(X)R(X)}
{\displaystyle R(X)\cdot (P(X)+Q(X))=R(X)P(X)+R(X)Q(X)}
- 對所有 {\displaystyle a\in R}，有 {\displaystyle X\,a=a\,X}
- 對所有非負整數 {\displaystyle k,l}，有 {\displaystyle X^{k}\cdot X^{l}=X^{k+l}}

運算的具體表法如下：
- {\displaystyle \sum _{i=0}^{n}a_{i}X^{i}+\sum _{i=0}^{n}b_{i}X^{i}=\sum _{i=0}^{n}(a_{i}+b_{i})X^{i}}
- {\displaystyle \left(\sum _{i=0}^{n}a_{i}X^{i}\right)\left(\sum _{j=0}^{m}b_{j}X^{j}\right)=\sum _{k=0}^{m+n}\left(\sum _{\mu +\nu =k}a_{\mu }b_{\nu }\right)X^{k}}

當 {\displaystyle R} 是交換環時，{\displaystyle R[X]} 是個 {\displaystyle R} 上的代數。

### 多項式的合成
設 {\displaystyle P(X)=\sum a_{i}X^{i}} 而 {\displaystyle Q(X)} 為另一多項式，則可定義兩者的合成為
{\displaystyle (P\circ Q)(X):=\sum _{i}a_{i}Q(X)^{i}}

### 求值
對於任一多項式 {\displaystyle P(X)=\sum a_{i}X^{i}} 及 {\displaystyle r\in R}，我們可考慮 {\displaystyle P(X)} 對 {\displaystyle r} 的求值：
{\displaystyle s_{r}(P):=\sum _{i}a_{i}r^{i}}
固定 {\displaystyle r\in R}，則得到一個環同態 {\displaystyle s_{r}:R[X]\rightarrow R}，稱作求值同態；此外它還滿足
{\displaystyle s_{r}(P\circ Q)=s_{s_{r}(Q)}(P)}

### 導數
在微積分中，多項式的微分由微分法則 {\displaystyle (x^{k})'=kx^{k-1}} 確定。雖然一般的環上既無拓撲結構更無完備性，我們仍然可形式地定義多項式的導數為：
{\displaystyle P(X)=\sum _{i=0}^{n}a_{i}X^{i}}
{\displaystyle \Rightarrow P(X)':=\sum _{i=0}^{n}ia_{i}X^{i-1}}
這種導數依然滿足 {\displaystyle (PQ)'=P'Q+PQ'} 與 {\displaystyle (P+Q)'=P'+Q'} 等性質。對於係數在域上的多項式，導數也可以判定重根存在與否。

## 多變元的情形
上述定義可以推廣到任意個變元（包括無限個變元）的情形。對於有限變元的多項式環 {\displaystyle R[X_{1},\ldots ,X_{n}]}，也可以採下述構造：
先考慮兩個變元 {\displaystyle X,Y} 的例子，我們可以先構造多項式環 {\displaystyle R[X]}，其次構造 {\displaystyle (R[X])[Y]}。可以證明有自然同構 {\displaystyle (R[X])[Y]\cong R[X,Y]}，例如多項式 
{\displaystyle P(X,Y)=X^{2}Y^{2}+4XY^{2}+5X^{3}-8Y^{2}+6XY-2Y+7\in R[X,Y]}
也可以視作
{\displaystyle (X^{2}+4X-8)Y^{2}+(6X-2)Y+(5X^{3}+7)\in (R[X])[Y]}
對 {\displaystyle (R[Y])[X]}亦同。超過兩個變元的情形可依此類推。

## 性質
- 若 R 是域，則 {\displaystyle R[X]} 是主理想環（事實上還是個欧几里得整环）。
- 若 R 是唯一分解環，則 {\displaystyle R[X]} 亦然。
- 若 R 是整環，則 {\displaystyle R[X]} 亦然。
- 若 R 是諾特環，則 {\displaystyle R[X]} 亦然；這是希爾伯特基底定理的內容。
- 任一個交換環 {\displaystyle R} 上的有限生成代數皆可表成某個 {\displaystyle R[X_{1},\ldots ,X_{n}]} 的商環。

## 在數學中的角色
多項式環對理想的商是構造環的重要技術。例子包括從同餘系 {\displaystyle \mathbb {Z} /p\mathbb {Z} }構造有限域，或從實數構造複數等等。
弗羅貝尼烏斯多項式是另一個跟多項式環相關的環，此環的乘法係採用多項式的合成而非乘法。